# 아소시아상 샤페코엔시 지 푸테보우
아소시아상 샤페코엔시 지 푸치보우(포르투갈어: Associação Chapecoense de Futebol)은 샤페코엔시(Chapecoense)로 알려진 브라질의 축구단으로 산타카타리나주의 샤페코를 연고로 한다. 현재 캄페오나투 브라질레이루 세리이 B와 산타카타리나 주 리그 캄페오나투 카타리넨시에 참가 중이다. 샤페코엔시는 풋살 팀도 운영 중이다.

## 역사
1973년 5월 10일 아틀레치쿠 샤페코엔시와 인데펜덴치 두 축구단이 병합하여 아소시아상 샤페코엔시 지 푸치보우가 탄생하였다. 1977년 샤페코엔시는 캄페오나투 카타리넨시에서 아바이 FC를 1-0으로 꺾고 첫 우승 트로피를 손에 넣었다. 1978년 샤페코엔시는 캄페오나투 브라질레이루 세리이 A에 처음으로 참여하였으며, 최종 51위를 기록하였다. 다음 시즌에는 93위를 기록했다.
2002년에는 스폰서십 계약을 체결하고, 스폰서 명칭을 구단명에 붙여 아소시아상 샤페코엔시 킨더만/마스터벳으로 구단 명칭이 변경되었다. 2006년 본래의 구단명으로 돌아갔으며, 이 해에 코파 산타카타리나에서 우승을 차지하였다. 2007년에는 카타리넨시에서의 세번째 우승을 달성하였으며, 캄페오나투 브라질레이루 세리이 C에 참여하였다. 2011년과 2016년에 카타리넨시에서 다시 우승을 하였다.

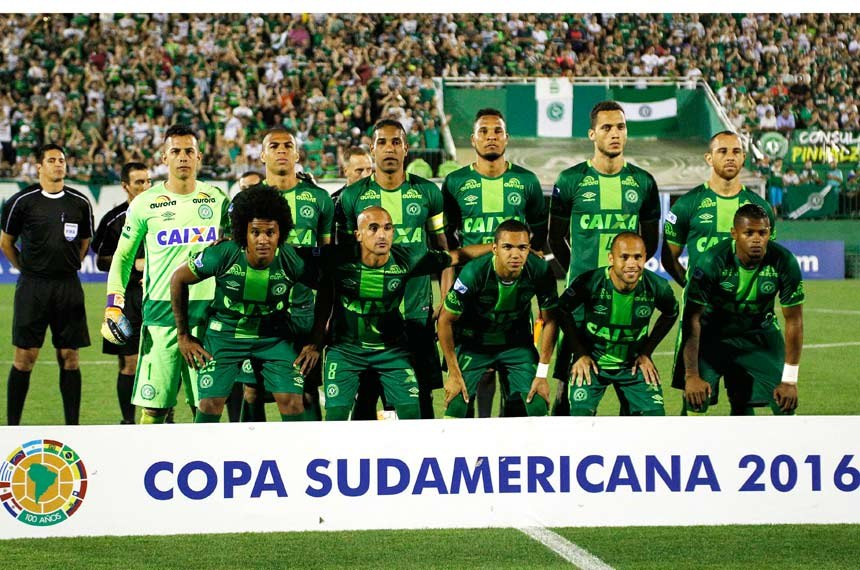
2016년 코파 수다메리카나에서의 샤페코엔시 선수단

2013년 캄페오나투 브라질레이루 세리이 B에서 CA 브라간치누를 꺾고 승격에 성공하며, 1979년 이후로 처음으로 세리이 A로 복귀하였다. 2016년에는 코파 수다메리카나 결승전에 오르는 활약을 펼쳤으나, 라미아 항공 2933편 추락 사고로 인해 선수단 대부분의 생명을 잃은 안타까운 사건이 발생하여 대회를 끝까지 치르지 못하였다. (자세한 내용은 아래를 참고) 이 사건 이후로 샤페코엔시가 코파 수다메리카나 우승팀으로 헌정되었고, 2017년 코파 리베르타도레스에 역사상 처음으로 출전하게 되었다. 당시에는 사고 이후 생존자 두 명과 자유 계약 선수와 유소년 선수들, 그리고 타 팀에서 임대 해 온 선수들 위주로 구성하였고, 베네수엘라의 술리아 FC와의 대회 첫 경기에서 승리를 따냈다.

## 사건
2016년 11월 29일, 콜롬비아 메데인에서 열리는 아틀레티코 나시오날과의 2016 코파 수다메리카나 결승전에 참가할 예정인 22명의 선수단과 21명의 축구 기자 등이 탑승한 여객기가 라우니온 지역에서 언덕과 충돌하여 추락하는 사고가 발생하였다. 총 81명의 승객을 태운 것으로 알려져 있으며, 선수단 포함 사망자 수는 76명이다. 이 사고로 3명의 선수만이 생존하였고 19명의 선수가 사망하였다.
샤페코엔시의 항공기 사고로 전세계는 큰 충격과 애도의 물결이 흘렀고 리오넬 메시, 네이마르, 웨인 루니, 펠레 등 전 현직 세계적인 선수들도 애도를 표현하였다. 또 11월 29일에 브라질 구단들은 공동 성명에서 다음 시즌부터 샤페코엔시 구단에 선수를 무료로 임대할 계획을 가지고 있고, 3년 동안 강등에서 제외할 것을 브라질 축구 협회에 요청했다. 그리고 2016 코파 수다메리카나 결승전 상대 팀인 콜롬비아의 아틀레티코 나시오날은 대회 기권을 선언하여 샤페코엔시를 우승 팀으로 만들게 해줬다.

### 희생자 명단
나이는 사고 당시 만 나이로 계산한다.
| - 카이우 주니오르 감독, 51세 - 다닐루, 31세 - 데네르, 25세 - 루카스 고미스, 26세 - 마르셀루, 25세 - 마테우스, 21세 - 브루누 한제우, 34세 - 세르지우 마노에우, 27세 - 아나니아스, 27세 - 아르투르 마이아, 24세 | - 조시마르, 25세 - 지메니스, 21세 - 지우, 29세 - 치아구, 22세 - 치에구, 30세 - 카라멜루, 25세 - 카넬라, 22세 - 켐피스, 34세 - 클레베르 산타나, 35세 - 필리피 마샤두, 32세 |

## 수상

### 대륙
- 코파 수다메리카나
  - 우승 (1회) : 2016

### 주 (州)
- 캄페오나투 산타카타리넨시
  - 우승 (6회) : 1977, 1996, 2007, 2011, 2016, 2017
- 코파 산타카타리나
  - 우승 (1회) : 2006
- 타사 산타카타리나
  - 우승 (1회) : 1979
- 타사 플리니우 아를린두 지 네스
  - 우승 (1회) : 1995
- 캄페오나투 셀레치부
  - 우승 (1회) : 2002
- 코파 다 파스
  - 우승 (1회) : 2005

## 선수 명단

### 현역
참고: FIFA 자격 규정에 따라 소속된 국가대표팀 국기를 표시합니다. 선수는 복수의 FIFA 비회원국 국적을 가지고 있을 수 있습니다.
| 번호 | 포지션 | 국적     | 이름            |
| ---- | ------ | -------- | --------------- |
| 5    | MF     | 파라과이 | 호르헤 히메네스 |
| 37   | DF     | 파라과이 | 월터 클라       |

| 번호 | 포지션 | 국적 | 이름 |
| ---- | ------ | ---- | ---- |

## 역대 감독
| 감독            | 임기 |
| --------------- | ---- |
| 아르제우 푸크스 | 2023 |